# Micrambe
Micrambe (лат.) — род жуков из семейства Скрытноеды (Cryptophagidae). Включает около 100 видов.

## Распространение
Большинство известных видов рода Micrambe распространены в Афротропическом регионе и, в меньшей степени они присутствуют в Палеарктике. Они отсутствуют в Новом Свете, но имеют представителей в ориентальном регионе. Большинство описанных видов Micrambe относятся к номинативному подроду, в то время как только 3 вида, встречающиеся в Европе и Азии относятся к подроду Micrambinus Reitter, 1906 и 12 — к новому подроду Neomicrambe Otero & Pereira, 2019. Шесть видов известны с Мадагаскара и Реюньона. Около 23 видов известны из Южной Африки.

## Описание
Мелкие жуки, длина тела 1—3 мм. Тело желтовато-коричневое, черное или двухцветное. Антенны с толстой булавой. Пронотум с прямым боковым передним краем и зубцами по бокам (иногда эти зубцы редуцированы или отсутствуют); поры желез присутствуют. Простернум лишен железных пор и не выпуклый. Тарсальная формула 5-5-4 у самцов и 5-5-5 у самок.

## Систематика
Включает около 100 видов. Эти виды ранее помещали в большой род Cryptophagus, в который Micrambe некоторые авторы до 1962 года включали в качестве подрода.
- Micrambe abietis[8]
- Micrambe africana
- Micrambe alatauensis Lyubarsky, 2000
- Micrambe alluaudi
- Micrambe angulata
- Micrambe anguliformis
- Micrambe apicalis
- Micrambe basuto
- Micrambe brevitarsis
- Micrambe brincki
- Micrambe caffer
- Micrambe camerunensis[9]
- Micrambe capensis
- Micrambe consors
- Micrambe cuccodoroi Otero & Pereira, 2019
- Micrambe danielssoni[4]
- Micrambe endroedyi Otero, 2005
- Micrambe gracilipes
- Micrambe grouvellei
- Micrambe hanstroemi
- Micrambe helichrysi
- Micrambe hesperia
- Micrambe hirta
- Micrambe johnstoni
- Micrambe kolbei
- Micrambe leonardoi
- Micrambe loebli
- Micrambe longitarsis
- Micrambe madagascariensis
- Micrambe mediterranica[10]
- Micrambe micoae[11]
- Micrambe micramboides
- Micrambe minuta
- Micrambe modesta
- Micrambe morula
- Micrambe natalensis
- Micrambe nigricollis
- Micrambe nigrothoracica
- Micrambe oblonga
- Micrambe occidentalis
- Micrambe peringueyi
- Micrambe perrisi
- Micrambe pilosula
- Micrambe plagiata
- Micrambe quadricollis
- Micrambe reuninensis
- Micrambe sarnensis†[12]
- Micrambe silvanoides
- Micrambe similis
- Micrambe simoni
- Micrambe sinensis
- Micrambe translata
- Micrambe turneri
- Micrambe ulicis
- Micrambe umbripennis
- Micrambe woodroffei
- Micrambe qinghaiensis[13]
- Micrambe yunnanensis[14]
- Micrambe zhejiangensis[14]
- другие